# Kováčovce
Kováčovce é um município da Eslováquia, situado no distrito de Veľký Krtíš, na região de Banská Bystrica. Tem 11,62 km² de área e sua população em 2018 foi estimada em 327 habitantes.

## Demografia
| Ano:        | 1994 | 2004   | 2014   | 2024    |
| ----------- | ---- | ------ | ------ | ------- |
| Broj ljudi: | 415  | 377    | 365    | 300     |
| Razlika:    |      | -9,15% | -3,18% | -17,80% |

| Ano:               | 2023 | 2024   |
| ------------------ | ---- | ------ |
| Número de pessoas: | 301  | 300    |
| Diferença:         |      | -0,33% |